# Elytrimitatrix linsleyi
Elytrimitatrix linsleyi es una especie de escarabajo longicornio del género Elytrimitatrix, familia Cerambycidae, orden Coleoptera. Fue descrita científicamente por Santos-Silva & Hovore en 2008.

## Descripción
Mide 9,3 milímetros de longitud.

## Distribución
Se distribuye por México.